# 데니스는 통화 중
《데니스는 통화 중》(Denise Calls Up)은 미국에서 제작된 할 살웬 감독의 1996년 코미디 영화로, 1996년 소니 픽처스 클래식스에 의해 개봉되었다. 티모시 데일리 등이 주연으로 출연하였고 J. 토드 해리스 등이 제작에 참여하였다.

## 출연

### 주연
- 티모시 데일리
- 캐롤린 피니
- 댄 건서

### 조연
- 데이너 휠러-니콜슨
- 리브 슈라이버
- 아이다 터터로
- 알라나 우바치
- 실비아 마일즈
- 장 라메어
- 마크 브럼
- 할 살웬

## 기타
- 미술: 수잔 볼리스
- 의상: 에디 지구어